# Vel (javelot)
Pour les articles homonymes, voir Vel.
Vel (tamoul : வேல்) est un javelot divin associé à  Murugan, le dieu de la guerre hindou. La lance utilisée à la guerre par les anciens Tamouls était également connue sous ce nom.  « Vetrivel ! Veeravel ! » (« Vel le victorieux ! Vel le courageux ! ») était un cri de guerre utilisé par les anciens rois et guerriers tamouls. 